# Ancaudellia undulata
Ancaudellia undulata är en kackerlacksart som först beskrevs av Hanitsch 1934.  Ancaudellia undulata ingår i släktet Ancaudellia och familjen jättekackerlackor. Inga underarter finns listade i Catalogue of Life.